# ロバート・マリガン
ロバート・マリガン（Robert Mulligan, 1925年8月23日 - 2008年12月20日）は、アメリカ合衆国のテレビディレクター、映画監督、映画プロデューサーである。

## 人物・来歴
ニューヨーク・ブロンクス区に生まれる。俳優のリチャード・マリガンは弟である。
同州のフォーダム大学に入学後、アメリカ海兵隊に勤務する。第二次世界大戦末期に除隊後、日刊紙ニューヨーク・タイムズの編集部に在籍するが、退社してテレビの道に進む。ラジオ・テレビ局CBSに入社し、メッセンジャー・ボーイから叩き上げる。1948年には、最初のテレビ映画に演出家として関わっている。1949年に放送開始した30分枠のテレビ映画シリーズ『サスペンス劇場』では、1950年から1954年の間に30本を演出した。1955年、テレビ局NBCで、60分枠のテレビ映画シリーズ『ザ・フィルコ・テレビジョン・プレイハウス』の3本を演出した。ウェスティングハウス・エレクトリック提供の60分枠のテレビ映画シリーズ『ウェスティングハウス・スタジオ・ワン』（1948年 - 1958年）では7本を演出した。
1957年、パラマウント映画製作・配給の『栄光の旅路』で映画監督としてデビュー、翌1958年の全米監督協会賞監督賞にノミネートされた。1959年、テレビ局NBCで、サマセット・モーム原作の小説『月と六ペンス』をテレビ映画化し、翌年のプライムタイム・エミー賞監督賞を獲得した。同作はローレンス・オリヴィエのアメリカのテレビ映画デビュー作となった。1960年に90分枠のテレビ映画シリーズ『プレイ・ハウス90』（1956年 - 1960年）の一篇『明日』を撮った後は、テレビ界から離れた。
1962年に監督した『アラバマ物語』は、1963年の第16回カンヌ国際映画祭のパルムドールにノミネートされてコンペティション上映され、ゲイリー・クーパー賞を受賞した。
2008年12月20日、コネチカット州ライムで心臓病のために死去した。満83歳没。
日本では、マリガンが監督した全映画作品が劇場公開あるいは放映等の形で紹介されている。

## フィルモグラフィー
- 『サスペンス劇場』 Suspense : テレビ映画シリーズ、CBS、1950年 - 1954年 - 監督
- 『ザ・フィルコ・テレビジョン・プレイハウス』 The Philco Television Playhouse : テレビ映画シリーズ、NBC、1955年 - 監督
- 『ウェスティングハウス・スタジオ・ワン』 Westinghouse Studio One : テレビ映画シリーズ、CBS、1956年 - 1957年 - 監督
- 『栄光の旅路』 Fear Strikes Out : 1957年 - 監督
- DuPont Show of the Month : テレビ映画シリーズ、CBS、1958年 - 1959年 - 監督
- 『月と六ペンス』 The Moon and Sixpence : テレビ映画、NBC、1959年 - 監督
- 『明日』 Tomorrow : テレビ映画『プレイ・ハウス90』の一篇、CBS、1960年 - 監督
- 『ねずみの競争』 The Rat Race : 1960年 - 監督
- 『おとぼけ先生』 The Great Impostor : 1960年 - 監督
- 『九月になれば』 Come September : 1961年 - 監督
- 『ジャングル地帯』 The Spiral Road : 1962年 - 監督
- 『アラバマ物語』 To Kill a Mockingbird : 1962年 - 監督
- 『マンハッタン物語』 Love with the Proper Stranger : 1963年 - 監督
- 『ハイウェイ』 Baby the Rain Must Fall : 1964年 - 監督
- 『サンセット物語』 Inside Daisy Clover : 1965年 - 監督
- 『下り階段をのぼれ』 Up the Down Staircase : 1967年 - 監督
- 『レッド・ムーン』 The Stalking Moon : 1968年 - 監督
- 『幸せをもとめて』[1] The Pursuit of Happiness : 1970年 - 監督
- 『おもいでの夏』 Summer of '42 : 1970年 - 監督
- 『悪を呼ぶ少年』 The Other : 1972年 - 監督・プロデューサー
- 『秘密組織・非情の掟』 The Nickel Ride : 1974年 - 監督・プロデューサー（TV放映）
- 『セイム・タイム、ネクスト・イヤー』 Same Time, Next Year : 1978年 - 監督（BS放映）
- 『愛の断層』 Bloodbrothers : 1978年 - 監督（レンタルVHSスルー）
- 『キスミー・グッバイ』 Kiss Me Goodbye : 1982年 - 監督
- 『マイフレンド，クララ』 Clara's Heart : 1988年 - 監督（VHSスルー・TV放映）
- 『マン・イン・ザ・ムーン/あこがれの人』 The Man in the Moon : 1991年 - 監督（VHS・DVDスルー・TV放映）